# Baltanás (kommunhuvudort)
Baltanás är en kommunhuvudort i Spanien.   Den ligger i provinsen Provincia de Palencia och regionen Kastilien och Leon, i den centrala delen av landet, 170 km norr om huvudstaden Madrid. Baltanás ligger 783 meter över havet och antalet invånare är 1 426.
Terrängen runt Baltanás är platt åt sydost, men åt nordväst är den kuperad. Baltanás ligger nere i en dal. Runt Baltanás är det mycket glesbefolkat, med 5 invånare per kvadratkilometer. Baltanás är det största samhället i trakten. Trakten runt Baltanás består till största delen av jordbruksmark.